# Idioma iaai
Iaai ([jaːi]) es una lengua austronesia hablada mayoritariamente en la isla de Ouvéa, en las islas de la Lealtad, Nueva Caledonia. Tiene alrededor de 4.078 hablantes nativos, pero no goza del estatus de lengua regional de Francia, a pesar de ser la sexta lengua neocaledonia en número de hablantes.  Sin embargo se enseña en algunas escuelas. Comparte su espacio con el idioma fagauvea, una lengua polinésica.
La principal fuente de información sobre la lengua iaai son las diversas publicaciones de las lingüistas Françoise Ozanne-Riviera y Claire Moyse-Faurie de Lacites -  CNRS.

## Fonología
El iaai es notable por su gran inventario de fonemas inusuales, [4] en particular sus consonantes, con una rica variedad de nasales sordas y aproximantes. Quizás es la única lengua en el mundo que posee una nasal retrofleja sorda.

### Vocales
El iaai tiene diez cualidades vocales, todas las cuales pueden ser largas y cortas. Hay poca diferencia de calidad en función de la longitud.
|             | Frontal no redondeada | Frontal redondeada | Central | Posterior no redondeada | Posterior redondeada |
| ----------- | --------------------- | ------------------ | ------- | ----------------------- | -------------------- |
| Cerrada     | i iː                  | y yː               |         |                         | u uː                 |
| Semicerrada | e eː                  | ø øː               |         | ɤ ɤː                    | o oː                 |
| Semiabierta |                       | [œ œː]             |         |                         | ɔ ɔː                 |
| Abierta     | æ æː                  |                    | a aː    |                         |                      |

### Consonantes
El iaai tiene una distinción de sonoridad inusual en su sonorantes, así como varias coronales. A diferencia de la mayoría de las lenguas neocaledonias, las oclusivas sonoras no son  prenasalizadas.
|             |          | (Palatalizada) consonante labial | Labiovelarizada labial | Denti-Alveolar | Alveolar | Retrofleja | Pre-palatal | Velar | Glotal  |
| ----------- | -------- | -------------------------------- | ---------------------- | -------------- | -------- | ---------- | ----------- | ----- | ------- |
| Oclusiva    | Sorda    | p                                |                        | t̪              |          | ʈ          | c           | k     |         |
| Oclusiva    | Sonora   | (b)                              | bʷ                     | d̪              |          | ɖ          | ɟ           | ɡ     |         |
| Nasal       | Sorda    | m̥                                | m̥ʷ                     | n̪̥              |          | ɳ̊          | ɲ̊           | ŋ̊     |         |
| Nasal       | Sorda    | m                                | mʷ                     | n̪              |          | ɳ          | ɲ           | ŋ     |         |
| Fricativa   | Sorda    | f                                |                        | θ              | s        |            | ʃ           | x     |         |
| Fricativa   | Sorda    |                                  |                        | ð              |          |            |             |       |         |
| Aproximante | Sorda    | ɥ̊                                | w̥                      |                | l̥        |            |             |       | h       |
| Aproximante | Sorda    | ɥ                                | w                      |                | l        |            |             |       | (vowel) |
| Vibrante    | Vibrante |                                  |                        |                |          | ɽ          |             |       |         |